# Июль 2011 года

Список событий июля 2011 года.

## События
- 1 июля
  - Таможенный союз Белоруссии, Казахстана и России открыл внутренние границы[1].
  - В Марокко прошёл референдум по проекту конституционной реформы, предложенному королём. Около 98,5 % избирателей высказались за реформу конституции[2][3].
  - Польша стала государством-председателем Совета Европейского союза[4].
  - Князь Монако Альбер II сочетался браком с гражданкой ЮАР Шарлен Уиттсток[5].
  - В Сирии в ходе разгона массовых антиправительственных выступлений убиты 24 человека[6].
  - Произошла перестрелка между несколькими жителями российского посёлка Сагра и приехавшей на машинах группой лиц; через несколько дней эта история попала в СМИ и блоги и вызвала большой общественный резонанс[7].
  - Частное солнечное затмение, наблюдаемое в Антарктиде[8].
- 2 июля
  - Чешская теннисистка Петра Квитова победила на Уимблдонском турнире, обыграв в финале россиянку Марию Шарапову[9].
  - На конференции Партии народной свободы, прошедшей в Москве, решено не делать новых попыток регистрации в Минюсте — отказ в регистрации партии будет оспорен в суде. Участники конференции заявили о нелегитимности предстоящих парламентских выборов и дали старт кампании под лозунгом «В фарсе не участвую!»[10].
  - Правительство Иордании во главе с премьер-министром Маруфом аль-Бахитом подало в отставку[11].
- 3 июля
  - На завершившемся в Польше Чемпионате Европы по баскетболу среди женщин победу праздновала сборная России, взявшая в финале верх над сборной Турции[12].
  - В мужском одиночном разряде Уимблдонского турнира победу впервые в карьере праздновал серб Новак Джокович, взявший в финале верх над испанцем Рафаэлем Надалем[13].
  - Украинец Владимир Кличко победил британца Дэвида Хэя в объединительном бою боксёров-тяжеловесов и присоединил к своим титулам пояс чемпиона мира по версии WBA[14].
  - На парламентских выборах в Таиланде победила оппозиционная партия «Пхыа Тхаи». По данным exit-polls она займет 313 из 500 мест в парламенте, а Демократическая партия действующего премьера — лишь 152[15].
  - Шторм Арлин (англ.) сформировался у западных берегов Мексики. Погибло 11 человек[16].
- 4 июля
  - Турция разорвала дипломатические отношения с ливийским правительством во главе с Муамаром Каддафи и отозвала своего посла из Триполи[17].
- 5 июля
  - Япония заявила об обнаружении богатых месторождений редкоземельных элементов на дне Тихого океана[18].
  - Кристин Лагард официально вступила в должность директора-распорядителя МВФ[19].
  - Парламент Грузии принял Акт экономической свободы[20].
- 6 июля
  - Международное рейтинговое агентство Moody's понизила кредитный рейтинг Португалии до «мусорного»[21].
  - Штат Аризона накрыла сильнейшая песчаная буря[22].
  - Международный олимпийский комитет объявил столицу зимних олимпийских игр 2018 года, ею стал южнокорейский Пхёнчхан[23].
  - Многочисленные молчаливые акции протеста в Белоруссии — более 400 задержанных[24].
  - В восточном Афганистане в результате авиакатастрофы грузового самолёта Ил-76, принадлежащёму Азербайджанской компании Silk Way Airlines, погибли 9 человек[25].
- 7 июля
  - Парламент Ливана проголосовал за вотум доверия правительству Наджиба Микати[26].
  - Парламент Украины принял решение о повышении пенсионного возраста с 1 января 2012 года для женщин с 55 до 60 лет и для мужчин — государственных служащих с 60 до 62 лет[27].
  - Руперт Мёрдок и его сын Джеймс приняли решение закрыть газету News of the World, история которой насчитывает 168 лет, из-за скандала с прослушкой телефонных разговоров звёзд[28].
  - В Туркменистане произошло возгорание складов пиротехники в Абадане. Туркменская государственная комиссия доложила президенту Туркменистана Гурбангулы Бердымухамедову о гибели 15 человек: двух военных офицеров и тринадцати гражданских лиц[29][30].
- 8 июля
  - Бывший редактор газеты News of the World Анди Коулсон освобождён под залог[31].
  - В Бельгии провалилась очередная попытка сформировать правительство. Элио Ди Рупо обратился к королю Альберту II с просьбой освободить его от этой обязанности[32].
  - В Демократической Республике Конго в аэропорту города Кисангани потерпел авиакатастрофу при заходе на посадку в условиях плохой погоды пассажирский самолёт Boeing 727—022 (WL) частной конголезской авиакомпании Hewa Bora Airways. 74 человека погибли, 44 был спасён[33].
  - Германия признала независимость Южного Судана[34].
  - Из космического центра Кеннеди стартовал шаттл «Атлантис», по программе STS-135, этот полёт — последний для кораблей системы «Space Shuttle»[35].
  - Скончалась бывшая первая леди США Бетти Форд, супруга 38-го президента США Джеральда Форда[36].
  - Южный Судан и Южная Корея установили дипломатические отношения[37].
  - Ангола и Латвия установили дипломатические отношения[38].
- 9 июля
  - Полиция Малайзии арестовала более 1,4 тысячи участников демонстрации (англ.)[39].
  - Южный Судан официально стал независимым государством[40].
  - В пакистанском городе Карачи погибло 98 человек и 157 были арестованы в ходе трёхдневных боёв на улицах города[41].
  - США и Южный Судан установили дипломатические отношения[42].
- 10 июля
  - Новым председателем президиума Боснии и Герцеговины стал Желько Комшич[43].
  - На Волге затонул теплоход «Булгария». Погибли 122 человека, спасено 79 человек[44].
  - По меньшей мере 67 человек погибли и более ста получили ранения в результате схода с рельс 14 вагонов железнодорожного экспресса Хаора — Калка в округе Фатехпур северного индийского штата Уттар-Прадеш[45].
  - Владимир Путин удостоен германской премии «Квадрига»[46]. 16 июля 2011 года Оргкомитет политической премии «Квадрига» отменил своё решение[47].
  - На завершившемся в Латвии Чемпионате мира по баскетболу среди молодёжных команд победу праздновала сборная Литвы[48].
- 11 июля
  - 17 человек погибли при взрыве на военно-морской базе Евангелос Флоракис на Кипре, расположенной между южными приморскими городами Лимасол и Ларнака[49], из-за этого происшествия ушёл в отставку министр обороны Кипра[50].
  - Победителем Волейбольной Мировой лиги стала сборная России, обыгравшая в финале бразильцев[51].
  - Сборная Мексики стала победителем юниорского чемпионата мира по футболу[52].
  - В Томской области из-за отказа двигателя совершил приводнение самолёт Ан-24 авиакомпании Ангара, погибли 7 человек.
- 12 июля
  - 7 человек убиты и 3 раненых в ходе американской беспилотной атаки в регионе Южного Вазиристана Пакистана[53].
  - Революция в Египте (2011):
    - Крупную акцию протеста с участием до миллиона людей запланировано провести в Каире, столице Египта, поскольку люди не ощущают каких-либо улучшений после революции 2011 года[54].
    - 3 бывших министров — бывший министр внутренних дел Хабиб эль Адли, бывший министр Юссеф Бутрос Гали и бывший премьер-министр Ахмед Назиф от режима Мубарака получили тюремный срок[55].
    - Вооружённые бандиты подорвали в городе Эль-Ариш на Синайском полуострове египетский газопровод, идущий в Израиль и Иорданию[56].

  - Президент Франции Николя Саркози объявил, что выведет 1000 солдат из Афганистана к концу 2012 года[57].
  - В Кандагаре (Афганистан) убит брат президента Хамида Карзая — Ахмед Вали Карзай[58].
  - Агентство Moody’s понизила рейтинг Ирландию на одну ступень — «Ba1»[59][60].
  - По сообщению агентства Рейтер, старший юрист Apple отвечающий за патенты, покидает компанию в разгар патентного конфликта с Google, Samsung, Nokia и другими компаниями[61].
  - Взрыв на военно-морской базе Евангелос Флоракис (англ.): тысячи демонстрантов пришли к Президентскому Дворцу в Никосии (Кипр); полиция пустила слезоточивый газ в ряды людей, которые прикрепили на воротах дворца баннер со словами: «Христофиас (президент) — убийца и должен сидеть в тюрьме»[62].
  - На Филиппинах было зафиксировано четыре землетрясения магнитудой от 5 до 6,2[63][64].
  - CNN сообщает, что американское Бюро по контролю за оборотом алкоголя, табака, огнестрельного оружия и взрывчатых веществ потеряло след 1 400 единиц огнестрельного оружия, задействованного в операции «Скорость и ярость», (англ.) целью которой являлось отслеживание потоков оружия к мексиканским наркоторговцам[65].
  - В Калифорнии прошли похороны первой леди США Бетти Форда, жены Джеральда Форда[66].
  - В Северной Ирландии произошли массовые беспорядки[67].
  - Кандидат в президенты США от республиканцев Рон Пол заявляет, что не будет снова баллотироваться на избирательном округе штата Техас[68][69].
  - Губернатор Аризоны инициировал отзыв главы Сената США Расселла Пирса, известного своим иммиграционным законодательством[70].
  - Рекордная за последние 60 лет засуха вызвала голод в странах Африканского Рога[71].
  - Этот день объявлен в России днём траура в память о погибших при крушении теплохода «Булгария»[72].
- 13 июля
  - Агентство Fitch понизило кредитный рейтинг Греции до преддефолтного уровня[73].
  - По меньшей мере, 20 человек погибли, свыше ста ранены в результате трёх взрывов в Мумбаи[74].
  - 16 человек погибли в результате авиакатастрофы самолёта с двумя турбовинтовыми двигателями Let L-410 бразильской авиакомпании Noar Linhas Aéreas в Бразилии[75].
  - Совет Федерации РФ одобрил закон о социальных гарантиях сотрудников полиции[76].
  - Ракета-носитель «Союз-2» вывела на орбиту 6 космических аппаратов связи Globalstar-2 США[77].
  - Представитель режима Каддафи заявил об угрозе голода в Ливии[78].
  - В ряде районов Боливии введён режим чрезвычайной ситуации из-за снежных бурь[79].
- 14 июля
  - Южный Судан принят в ООН в качестве 193-го члена[80].
  - В Лондоне открыт памятник Юрию Гагарину[81].
  - Moody's поставило кредитный рейтинг США на пересмотр с возможностью понижения[82].
- 15 июля
  - В Екатеринбурге открылась международная выставка Иннопром[83].
  - При разгоне демонстрантов в сирийских городах Дамаск и Идлиб погибло по меньшей мере 28 человек[84].
- 16 июля
  - Исследовательский зонд Dawn вышел на орбиту вокруг второго по величине астероида Солнечной системы Весты и стал первым в истории искусственным спутником в Главном поясе астероидов[85].
  - В Куйбышевском заливе началась операция по подъёму затонувшего теплохода «Булгария»[86].
  - Оргкомитет немецкой политической премии «Квадрига» отменил своё решение от 10 июля 2011 года о присуждении премии премьер-министру России Владимиру Путину[47].
  - В Шанхае (Китай) стартовал чемпионат мира по водным видам спорта[87].
  - С космодрома Байконур произведён запуск второго казахстанского космического спутника КазСат-2[88].
- 17 июля
  - По меньшей мере 30 человек убиты в сирийском городе Хомс в столкновениях между поддерживающими президента Башара Асада алавитами и оппозиционно настроенными суннитами[89].
  - В Сан-Томе и Принсипи состоялся первый тур президентских выборов[90]. Во второй тур прошли бывший президент Мануэл Пинту да Кошта и бывший премьер-министр Эваришту Карвалью[91].
  - Премьер-министр Египта Эссам Шараф под давлением протестов сформировал новый кабинет министров[92].
  - Глава Скотланд-Ярда Пол Стивенсон подал в отставку из-за слухов о связи подконтрольного ему ведомства с таблоидом News of the World[93].
  - Сборная Испании выиграла Чемпионат Европы по баскетболу среди девушек до 20 лет[94].
  - Сборная Японии выиграла чемпионат мира по футболу среди женских команд[95].
- 18 июля
  - Валерий Золотухин назначен руководителем Театра на Таганке[96].
  - Командующим войсками США и НАТО в Афганистане стал американский генерал Джон Аллен[97].
  - Роскосмос запустил с космодрома Байконур космическую обсерваторию «Радиоастрон»[98].
  - Из-за ошибок в проектировании сайта «Мегафон» через кеш поисковика «Яндекс» стали доступны номера телефонов и СМС-сообщения абонентов[99].
  - Святой Престол и Малайзия установили дипломатические отношения[100].
- 19 июля
  - Один из экс-редакторов News of the World найден мёртвым.[101].
  - Президент РФ Дмитрий Медведев подписал закон о субсидиях жителям «Крайнего Севера»[102].
  - 20 человек погибли в столкновениях с полицией в Синьцзян-Уйгурском автономном районе Китая[103].
  - Британский комитет по СМИ заслушал Руперта Мёрдока, его сына Джеймса и бывшую редактора Ребеку Брукс по делу о прослушке телефонных сообщений сотрудниками газеты News of the World[104].
  - Малави и Эстония установили дипломатические отношения[105].
- 20 июля
  - ООН объявила о голоде в Сомали[106].
  - В Сербии арестован бывший президент самопровозглашённой республики Сербская Краина Горан Хаджич[107].
  - 14 человек погибли, 101 ранен в результате мощного землетрясения магнитудой 6,2, произошедшего на границе Кыргызстана и Узбекистана[108][109].
  - Власти немецкого города Вунзидель ликвидировали могилу одного из руководителей нацистской Германии Рудольфа Гесса. Прах «представителя Адольфа Гитлера» развеяли над неизвестным озером[110].
- 21 июля
  - В Египте приведено к присяге новое правительство во главе с премьер-министром Эссамом Шарафом[111].
  - В Сомали боевиками похищена министр по делам женщин и семьи Аиша Осман-Акиль[112].
  - На мысе Канаверал совершил посадку последний космический челнок «Атлантис», завершив 30-летнюю программу «Спейс шаттл»[113].
  - На Теватроне открыта новая частица, нейтральный прелестный кси-барион Ξ0b, являющийся последним из не найденных до сих пор представителей своего класса[114].
- 22 июля
  - Ливийские повстанцы атаковали командный центр правительственных сил Муаммара Каддафи в Триполи, в результате чего серьёзно ранен один из высокопоставленных сторонников действующего лидера Джамахирии, глава разведслужбы Мансура аль-Кахси[115].
  - Теракты в Норвегии. В результате взрыва около здания норвежского правительства в Осло и нападения на молодёжный лагерь на острове Утёйа погибли 77 человек[116].
  - Сенат США отверг законопроект, который позволил бы поднять верхний предел американского госдолга[117].
- 23 июля
  - В Лондоне скончалась британская певица Эми Уайнхаус[118].
  - 43 человека погибли, 211 — ранены в результате падения двух вагонов скоростного пассажирского экспресса с 30-метрового моста в городе Вэньчжоу восточной китайской провинции Чжэцзян[119].
  - Российские синхронистки выиграли все семь золотых медалей на проходящем в Шанхае чемпионате мира по водным видам спорта, тем самым установив мировой рекорд[120].
  - В Латвии прошёл референдум о досрочном роспуске парламента. 94,3 % участников референдума выразили недоверие парламенту[121].
  - На острове Бали состоялась первая за три года встреча глав министерств иностранных дел Северной и Южной Кореи[122].
- 24 июля
  - Сборная Уругвая по футболу стала чемпионом Южной Америки, обыграв в финале сборную Парагвая со счётом 3:0[123].
  - Австралиец Кэдел Эванс стал победителем многодневной велогонки Тур де Франс[124].
  - Япония перешла с аналогового телевидения на цифровое[125].
- 25 июля
  - Чыонг Тан Шанг избран новым президентом Вьетнама, получив поддержку 97 % депутатов Национального собрания[126].
  - В Туле (Россия) произошло убийство пятерых человек.
- 26 июля
  - В Германии объявлено о победе над эпидемией кишечной палочки[127].
  - На юге Марокко разбился военно-транспортный самолёт Lockheed C-130 Hercules ВВС Марокко. Погибло 78 человек[128]. В стране объявлен трёхдневный траур[129].
  - В Архангельской области введён режим чрезвычайной ситуации из-за лесных пожаров[130], также стали появляться сообщения о смоге на юго-востоке Москвы[131].
  - В Лондоне состоялись похороны британской певицы Эми Уайнхаус.[132].
  - В Юрмале стартовал 10-й музыкальный конкурс «Новая волна».[133].
  - 25 человек погибли, 31 — пропал без вести в результате, прокатившегося по северо-востоку Филиппин малоподвижного тропического шторма Нок-тен[134].
- 27 июля
  - На севере Косова были совершены нападения на КПП Яринье и Брняк, в результате атаки КПП Яринье был полностью сожжен, позже нападавших разогнали прибывшие на место происшествия силы миссии НАТО в Косово[135].
  - Президент РФ Дмитрий Медведев подписал законы о совершенствовании избирательной системы[136].
  - В Кабардино-Балкарии убит заместитель полиции Урванского района[137]
  - Президент США Барак Обама сообщил о намерении наложить вето на законопроект о госдолге[138].
  - Британский МИД решил выслать из страны всех ливийских дипломатов[139].
  - Moody’s понизило кредитный рейтинг Кипра с «А2» до «Ваа1»[140].
  - В КНР ликвидирована крупная сеть торговцев детьми[141].
  - В Махачкале открылся дагестанский экономический форум[142].
  - По меньшей мере, 32 человека погибли в результате оползней, вызванных сильными дождями, в Южной Корее[143].
  - В результате покушения погиб глава администрации второго по величине города Афганистана Кандагара Гулям Гейдар Хамиди[144].
- 28 июля
  - Появились публикации об открытии 2010 TK7 — первого троянского спутника Земли[145].
  - 2 пилота погибли в авиакатастрофе грузового самолёта Боинг 747-48EF авиакомпании «Азиатские авиалинии» над Восточно-Китайским морем в 112 км к западу от Чеджу, совершавшего рейс из сеульского аэропорта Инчхон в шанхайский аэропорт Пудун с 58 тоннами груза на борту, 400 килограммов из которых являются потенциально опасными грузами: литиевые батарейки, краска, раствор аминокарбоновой кислоты, искусственная смола[146].
  - В Перу официально вступил в должность избранный президент страны Ольянта Умала[147].
  - Главным тренером сборной Аргентины по футболу назначен Алехандро Сабелья[148].
  - В Ливии убит командующий военными силами ливийской оппозиции Абдель-Фаттах Юнис[149].
  - S&P понизило рейтинг Греции на две ступени[150].
  - Израиль и Южный Судан установили дипломатические отношения[151].
  - Южный Судан стал 54-м членом Африканского союза[152].
- 29 июля
  - 4 человека погибли, 19 — получили ранения в столкновении между вооружённой группой и силами безопасности на севере Синайского полуострова[153].
  - Во Вьетнаме 17 человек погибли, 21 — получил серьёзные ранения при пожаре на обувной фабрике в Хайфоне[154].
  - Столкновение двух речных судов в Экваториальной провинции Демократической Республики Конго. Около 100 человек погибли, 83 спаслись[155].
  - 37 человек погибли в двух авариях на шахтах Украины[156].
  - Губернатор Тульской области Вячеслав Дудка отправлен в отставку по собственному желанию[157].
  - Военное руководство Турции в полном составе ушло в отставку[158].
- 30 июля
  - В различных городах Израиля прошли демонстрации протеста, в которых приняли участие около 150 тысяч человек[159].
  - В Эдинбурге состоялась церемония венчания Зары Филлипс (англ.), старшей внучки королевы Елизаветы II, и регбиста Майка Тиндолла[160].
  - Из-за банкротства авиакомпании «Континент» пострадали сотни пассажиров[161].
  - НАТО нанесла авиаудары по телестанции в Триполи (Ливия)[162].
  - В окрестностях Дамаска прошли аресты противников режима[163].
  - Шторм на острове Хайнань (КНР), эвакуировано 190 тыс. человек[164].
  - 7 человек погибли, 28 — ранены в результате вспышки насилия на этнической почве на северо-западе КНР[165].
  - 11 мусульман-шиитов погибли в результате нападения на микроавтобус в юго-западной пакистанской провинции Белуджистан[166].
- 31 июля
  - Парламент Сербии принял резолюцию о мирном диалоге с Косово[167].
  - 17 человек погибли в столкновениях между двумя соперничающими политическими группами в восточной Индонезии[168].
  - Смерч в Благовещенске. 1 человек погиб, 30 человек пострадало.[169]
  - На Украине объявлен траур по погибшим шахтёрам[170].
  - Республиканская партия США не поддержала законопроект о госдолге[171].
  - 95 человек погибли, десятки — ранены в результате массированной военной танковой операции в городе Хама сирийских сил в целях сломить антирежимные протесты[172].
  - В результате столкновения прогулочного катера с баржей на Москве-реке вблизи спортивного стадиона «Лужники» 9 пассажиров катера погибли, 7 — были спасены[173].
  - 12 афганских полицейских и 1 ребёнок погибли в результате взрыва полицейского участка в Лашкаргахе террорист-смертником на автомобиле[174].